# Sabine Sicaud
Sabine Sicaud, née le 23 février 1913 à Villeneuve-sur-Lot et morte le 12 juillet 1928 dans la même commune, est une poétesse française.
Elle est née et morte à Villeneuve-sur-Lot, dans la maison de ses parents, nommée La Solitude. Solitude est aussi le titre d'un de ses poèmes.
Ses Poèmes d'enfant, préfacés par Anna de Noailles, ont été publiés lorsqu'elle avait treize ans. Après les chants émerveillés de l'enfance et de l'éveil au monde, est venue la souffrance, insupportable. Atteinte d'ostéomyélite, appelée aussi la gangrène des os, elle écrit Aux médecins qui viennent me voir :
Faites-moi donc mourir, comme on est foudroyé
D'un seul coup de couteau, d'un coup de poing
Ou d'un de ces poisons de fakir, vert et or... »

## Biographie
Sabine Sicaud naît le 23 février 1913 à Villeneuve-sur-Lot (Lot-et-Garonne). Son père est avocat, militant socialiste, ami intime et correspondant régulier de Jean Jaurès. Plus tard, il travaillera comme juriste à la Préfecture de Montauban. Sa mère, ancienne journaliste, a publié des poèmes. Ils habitent une propriété dénommée La Solitude, ancien domaine d’un prieuré, confortablement aménagé.
L’enfance de Sabine est heureuse et studieuse : éducation domestique (surtout littéraire), proximité avec la Nature grâce au jardin du domaine, assiduité à la bibliothèque familiale. Dès 1919, elle écrit ses premiers poèmes sur les agendas publicitaires de son grand-père.
Sabine Sicaud gagne son premier prix littéraire à l’âge de onze ans (en 1924) : elle remporte le second prix au Jasmin d’argent, pour son poème Le petit cèpe. En 1925, elle remporte quatre prix, dont le grand prix des Jeux Floraux de France, pour le poème Matin d’automne, écrit en 1922 (à neuf ans…). En 1926, son premier recueil est publié (Poèmes d’enfants aux Editions Les Cahiers de France), avec une préface signée par Anna de Noailles. La même année, elle collabore à la revue L’Oiseau bleu, revue mensuelle pour enfants, puis l’année suivante  à la revue Abeilles et pensées.
Durant l’été 1927, elle se blesse au pied. La blessure dégénère en ostéomyélite, sans que l’on identifie précisément le traumatisme responsable (blessure lors d’un bain dans le Lot ? ou écorchure ?). Elle refuse de quitter La Solitude pour se faire soigner à Bordeaux. La maladie gagne tout le corps. Après un an de souffrances et de fièvres, elle meurt le 12 juillet 1928.

## La poésie de Sabine Sicaud
Dès son recueil de 1926 (elle a 13 ans), Anna de Noailles est stupéfaite par l’acuité de son regard sur les êtres et les choses. De plus, la jeune poétesse manifeste une grande maturité d’écriture, autant qu’une grande culture. Qu’il s’agisse de Fafou, sa chatte noire, qui « se pose en gargouille » ou d’un cytise ( On dirait des pendants d’oreille de jadis, en bel or fauve (…) Qui joncherait, pour un grand mariage, / Le tout petit sentier… C’est le décor / Où des torches s’allument. / Vois flamber le paysage ! ), le mot est juste, précis, technique. Ses aphorismes mêlent de grandes qualités de cœur à la simplicité de l’expression :  Ne te laisse pas diminuer surtout, ni par les autres, ni par toi , Si quelque oiseau bleu me fait signe / rien, sachez-le, ne me retient. 
Dans les poésies ultérieures, Sabine Sicaud manifeste une étonnante maturité, colorée parfois de nostalgie :  Ne parle pas d’absence, toi qui ne sais pas.  ou N’oublie pas la chanson du soleil, Vassili / Elle est dans le chemin craquelé de l’été (…) Vassili, Vassili, parce que tu as froid, ce soir, / Ne nie pas le soleil.
Les poèmes des derniers mois sont marqués par la maladie et par la souffrance : Vous parler ? / Non, Je ne peux pas./ Je préfère souffrir comme une plante. / Comme l’oiseau qui ne dit rien sur le tilleul. Ils attendent. Il y perce parfois l’écoute d’une fraîcheur intérieure  Ce que je veux ? Une carafe d’eau glacée. / Rien de plus. Nuit et jour, cette eau, dans ma pensée / Ruisselle doucement comme d’une fontaine.  ou des souhaits de guérison :  Filliou, quand je serai guérie, / Je ne veux voir que des choses très belles… .

## Trois poèmes ou extraits

### DIÉGO
Son nom est de là-bas, comme sa race.

L’œil vif, le pas dansant, les cheveux noirs,

C’est un petit cheval des sierras, qui, le soir,

Longtemps, regarde vers le sud, humant l’espace.
Il livre toute sa crinière au vent qui passe

Et, près de son oreille, on cherche le pompon

		D’un œillet rouge. Sur son front,

Ses poils frisent, pareils à de la laine.
Rien en lui de ces chevaux minces qui s’entraînent

Le long d’un champ jalonné de poteaux ;

Ni rien du lourd cheval né dans les plaines,

Ces plaines grasses et luisantes de canaux

Où des chalands s’en vont avec un bruit de chaînes.
Il ignore le turf, et les charrois et les labours,

Celui dont le pied sûr comme celui des chèvres,

Suivit là-haut les sentiers bleus, dans les genièvres.

(…)

### Ne regarde pas si loin, Vassili
Ne regarde pas si loin, Vassili, tu me fais peur.

N’est-il pas assez grand le cirque des steppes ?

Le ciel s’ajuste au bord.

Ne laisse pas ton âme s’échapper au-delà comme un cheval sauvage.

Tu vois comme je suis perdue dans l’herbe.

J’ai besoin que tu me regardes, Vassili.

### Laissez-moi crier
Ah! Laissez-moi crier, crier, crier … 

Crier à m’arracher la gorge ! 

Crier comme une bête qu’on égorge, 

Comme le fer martyrisé dans une forge, 

Comme l’arbre mordu par les dents de la scie, 

Comme un carreau sous le ciseau du vitrier… 

Grincer, hurler, râler ! Peu me soucie 

Que les gens s’en effarent. J’ai besoin 

De crier jusqu’au bout de ce qu’on peut crier. 

(...)

## Publications
- Poèmes d'enfant, préface d'Anna de Noailles, suivi d'un propos Lyrismes bourgeois par G. Helly de Tauriers, Les Cahiers de France, Poitiers, 1926.
- Les Poèmes de Sabine Sicaud, avant-propos de François Millepierres, Stock, Paris, 1958.
- L'Herbier de Sabine Sicaud, avant-propos de Wendy Prin-Conti, éditions des Véliplanchistes, Paris, 2021
- Le Chemin de sable, "La Bibliothèque des Impardonnables", Fario, 2023

## Sur Sabine Sicaud et traductions
- Sabine Sicaud. Le Rêve inachevé, édité par Odile Ayral-Clause, avant-propos de Robert Sabatier, Dossiers d'Aquitaine, Bordeaux, 1996.
- The Shattered Dream, aux Éditions Les Dossiers d'Aquitaine, Bordeaux, 2001. Traduction en anglais par Khal Torabully du livre d’Odile Ayral-Clause, Sabine Sicaud. Le Rêve inachevé (1996).
- Que nul ne vienne/Que ninguém venha, traduction de Maria da Luz Miranda, postface d'Odile Ayral-Clause, Éditions Fluviais & Escola Secundaria Manuel da Fonseca (Santiago do Cacém), Lisbonne, 2002.
- To Speak, to Tell You? Poems, traduction de Norman R. Shapiro, préface d'Odile Ayral-Clause, Black Widow Press, Boston, 2009.
- (Sous la direction de) Florence DELBART-FAURE, Rubrique Découverte in Montauriol-Poésie, été-automne 2011, N°83-84.
- Roland Barthes évoque la figure de la jeune poétesse en la comparant à Minou Drouet dans Mythologies, 1956.
- Le poète et chanteur Thierry Col lui dédie une chanson sur son album Près du grand chêne, 2014.
- Poèmes de Sabine Sicaud  in Haies Vives. Revue de poésie contemporaine, no 5, septembre 2017.
- Réécriture du poème perdu « L’allée des iris » par Guy Rancourt, 2018.
- L’herbier de Sabine Sicaud, anthologie de 25 poèmes et de 6 illustrations, préface de Wendy Prin-Conti et illustrations de Gaëlle Privat, Les éditions des Véliplanchistes, 2021, p. 128.
- Guy Rancourt « Sabine Sicaud et le Jasmin d’Argent 1924 » in Revue de l’Agenais, tome 148 no 2, avril-juin 2021, pp. 139-151 : « Le Petit Cèpe », « Fafou » et « L’allée des iris » (réécriture).

## Hommages
- Rosemonde Gérard a écrit un poème sur Sabine Sicaud[4].
- Roger Barthe a écrit un poème en occitan évoquant la disparition de Sabine Sicaud intitulé "Subre la mort de Sabina Sicaud". Poème paru dans un recueil intitulé "La font perduda" édité à Barcelone en 1934 aux éditions La revista.